# Gropen, Houtskär
Gropen är en sjö i Finland. Den ligger i Pargas stad i landskapet Egentliga Finland, i den sydvästra delen av landet, 200 km väster om huvudstaden Helsingfors. Gropen ligger 18 meter över havet. Den ligger på ön Houtskär. Arean är 27,3 hektar och strandlinjen är 3,01 kilometer lång. Sjön  ingår i Södra Skärgårdshavets avrinningsområde. 